# Isla de la Paz (Jordania)
Isla de la Paz (antes de 1994 llamada por los israelíes: Naharayim que significa "dos ríos" en hebreo) es el nombre de una isla fluvial que forma un parque entre Israel y Jordania en la confluencia del río Jordán y el río Yarmuk (un canal que alimentaba la central hidroeléctrica de Naharaim que ya no se utiliza), en la frontera entre esos dos países asiáticos.
En el tratado de paz de 1994 entre Israel y Jordania los dos países acordaron utilizar esta área para la promoción turística de la paz, en el cual los agricultores israelíes podían seguir cultivando los frutos de los árboles, pero Jordania recuperaba la soberanía sobre el territorio con ciertas condiciones. Una puerta turística especial fue establecida, a los israelíes que desean visitar la isla se les permite entrar en Jordania por un corto tiempo, generalmente no más de una hora.
El 13 de marzo de 1997, alumnos de la escuela de Beit Shemesh Feurst estaban en un viaje escolar en el Valle del Jordán, y en la Isla de la Paz. El soldado jordano Ahmed Daqamseh abrió fuego contra los niños, matando a siete niñas de 11 años de edad y dejando a otros gravemente heridos. El rey Hussein de Jordania llegó a Beit Shemesh para extender sus condolencias y pidió perdón en nombre de su país, un gesto que fue visto como emotivo y valiente.